# 和賀井敏夫
和賀井 敏夫（わがい としお、1924年（大正13年）9月21日 - 2020年（令和2年）11月30日）は、日本の医学者である。

## 経歴・人物
宮城県石巻町（現在の石巻市）の生まれ。一浪を経て、旧制の宮城県仙台第二第二高等学校に入学する。1945年（昭和20年）に卒業後、新潟医科大学（現在の新潟大学医学部）に入学し医学の研究に携わる。1949年（昭和24年）に卒業後は上京し個人病院での研修を経て、翌1950年（昭和25年）には石川島播磨重工業（現在のIHI）に勤務していた友人の紹介により、順天堂大学内における外科学者として入局した。
入局後は主に脳内におけるX線検査の研究に携わり、その応用として東北大学電気研究所に勤務していた菊池喜充らと共に、心疾患や悪性腫瘍、胎児等の早期発見や診断を目的に超音波療法の実験に携わった。その後は国際会議出席のために飯野海運が所持していた「日光船」に和賀井一行が乗船し横浜から太平洋を縦断し苦難を強いられたが40日間かけてニューヨークに到着する。これにより和賀井が提唱した超音波療法は海外にも知れ渡り、後に医学博士を取得した。その後は順天堂大学の教授や1961年（昭和36年）に設立された日本超音波医会の常任理事（後に会長に就任）等を歴任した。定年退職後は同大学の名誉教授に任命された。

## 受賞歴・栄典
- 朝日賞（1975年度）
- 日本学士院賞（2006年）
- 勲三等瑞宝章
- 石巻市民功労者

## 著書
- 『超音波診断法事始』